# San Juan de Dios (Panama)
San Juan de Dios ist ein Corregimiento des Bezirks Antón in der Provinz Coclé in Panama. Bei der Volkszählung im Jahr 2023 hatte es 5538 Einwohner. Das Corregimiento erstreckt sich über eine Fläche von 56,1 km².

## Name
Die Stadt hieß früher Marica, wurde aber von ihren Einwohnern verspottet. Auf Initiative eines Priesters wurde der Name zu Ehren des Schutzpatrons der Stadt, des Johannes von Gott (Juan de Dios), geändert.

## Bevölkerung
Die folgende Tabelle zeigt die Bevölkerung des Corregimientos San Juan de Dios, wie es in den Volkszählungen 2000, 2010 und 2023 erfasst wurde.
| Jahr         | 2000 | 2010 | 2023 |
| ------------ | ---- | ---- | ---- |
| Einwohner    | 4214 | 4797 | 5538 |
| davon Männer | 2218 | 2562 | 2856 |
| davon Frauen | 1996 | 2235 | 2682 |

## Orte
Im Corregimiento San Juan de Dios befinden sich folgende Orte:
- Alto de La Estancia
- Alto México
- Altos del Coca
- Bajo Grande
- Chorrerita No.1
- Chorrerita No.2
- Chumical
- El Coca
- El Salado
- Entradero
- La Chapa
- La Estancia
- La India
- La Salina
- Las Peñitas
- Los Martínez
- Los Mendozas
- Los Meneses
- Los Morán
- Los Reyes
- Los Valdéz
- Nuevo México
- San José
- San Juan de Dios
- Santa Elena o Las Cabuyas
- Águila Abajo o El Palmar